# Званица
Зва́ница (Званница; бел. Званіца) — река в Полоцком районе Витебской области на севере Белоруссии. Левый приток среднего течения Дриссы в бассейне Западной Двины. Течёт через заболоченную лесистую местность Полоцкой низменности.
Длина реки составляет 16 км. Площадь водосборного бассейна — 52 км². Средний уклон — 0,6 м/км.
Званица вытекает из озера Званое с северо-западной стороны на высоте 127,9 м над уровнем моря в километре к юго-западу от деревни Званое. В верховье течёт в основном на запад по территории Боровухского сельсовета, потом — на север по территории Азинского сельсовета. Устье Званицы находится в 75 км по левому правому берегу Дриссы на высоте 113 м над уровнем моря в 2 км к северо-востоку от деревни Новые Замшаны.